# 天狗沢瓦窯跡

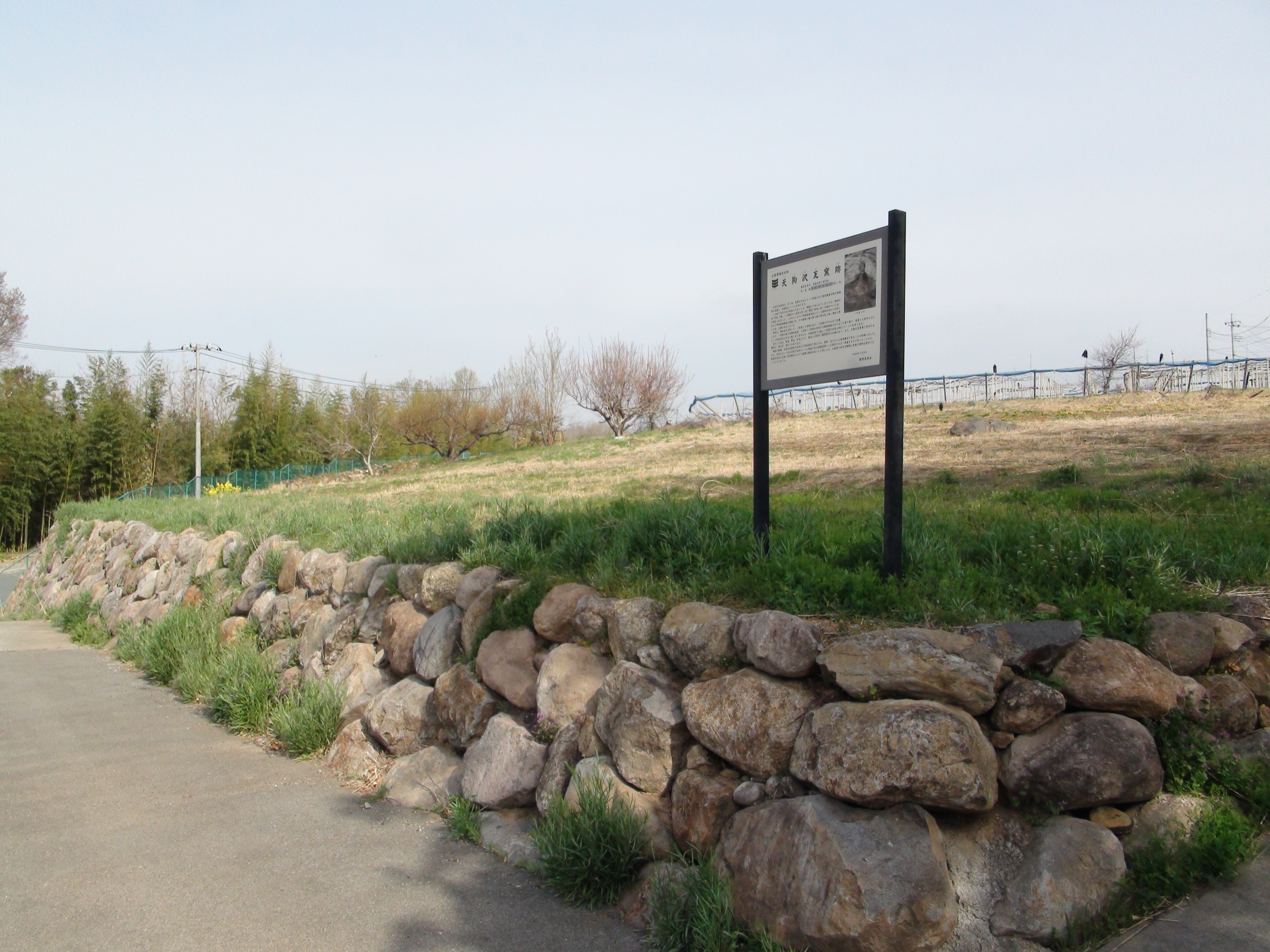
天狗沢瓦窯跡（2013年3月29日撮影）

天狗沢瓦窯跡（てんぐさわがようせき）は、山梨県甲斐市天狗沢字北川にある遺跡。白鳳期にあたる7世紀代の瓦窯跡。山梨県指定史跡で、出土品61点は県指定文化財。

## 立地と歴史的背景
所在する甲斐市天狗沢は甲府盆地の北西端に位置し、茅ヶ岳南麓にあたる。南流する貢川と荒川に画された舌状台地上に立地し、標高は340メートル前後。茅ヶ岳南麓の斜面台地上に立地し、西側は貢川により開削され急崖になっている。
貢川・荒川に画された甲斐市島上条・中下条・大下条一帯は「島三条」と称され、大下条には弥生時代の集落遺跡である金の尾遺跡が所在し、同じく大下条には奈良・平安時代の集落遺跡である松ノ尾遺跡が所在するなど、古くから定住が行われていた地域であった。中世には松尾社領である志摩荘が成立し、島三条地域を灌漑する上条堰が開発される。
『甲斐国志』に拠れば、甲斐市天狗沢は近世には巨摩郡北山筋に属する。天狗沢瓦窯跡の東には当地の鎮守で鋳物職人の信仰を集めた金山神社があり、天狗沢は島三条地域から洪水被害により移転した中世以来の集落であるという。天狗沢瓦窯跡の所在する茅ヶ岳南端台地では桑園が営まれており、茅ヶ岳南麓の甲斐市竜地でも近代に至るまで瓦生産が行われている。
古代甲斐国においては6世紀中頃に仏教が伝来し盆地各地の有力豪族層に受容されている。政治的中心地である盆地東部では山梨郡に比定され、初期国府の所在地であったと考えられている笛吹市春日居町に県内最古の古代寺院である寺本廃寺が所在する。さらに近接する甲府市川田町には寺本廃寺へ瓦を供給した川田瓦窯跡がある。天狗沢瓦窯跡は盆地西部の巨摩郡に位置する瓦窯跡で、供給先の古代寺院は不明であるものの、巨摩郡における古代瓦の生産地として注目されている。

## 発掘調査と出土遺構・遺物
甲斐市天狗沢地区においては昭和戦前期から古代瓦の表面採取が報告されており、旧敷島町時代の1986年（昭和61年）には当地での桑畑改植の際に軒丸瓦など大量の古代瓦が発見され、県内におけるはじめての白鳳期瓦窯跡の発見となった。翌1987年（昭和62年）5月から3次にわたり敷島町教育委員会（現在の甲斐市教育委員会）による発掘調査が実施され、帝京大学山梨文化財研究所において出土遺物整理、遺物の自然科学的分析などが行われた。
遺構として3基の窯跡と5本の溝址、窯跡全体を取り巻く大溝や遺物の集中する方形竪穴状遺構などが発見された。3基の窯はそれぞれ形態が異なり、出土した瓦の文様や須恵器の検討から数10年単位で時間差があり、1号窯→3号窯→2号窯の順列が想定されている。なお、1号窯と3号窯は同時期に操業していた期間があったと推定されている。
1号窯は全長9メートル、幅80～90センチメートル。傾斜地をトンネル状に開削し、焼成部である床部には瓦を並べる7段の階段が設けられた地下式有段登窯。遺存状態は良好で、天井と煙道部分は崩落しているが、焼成部と燃焼部、灰原が良好な状態で現存している。窯の周囲には逆U字の溝や水抜き孔が確認され、内部からは瓦や須恵器などの遺物が出土しており、瓦陶兼業窯であったと考えられている。
2号窯は1号窯の西側に位置し、1号窯とは年代差があり、1号窯周囲の溝を埋め立てた上に造成されている。2号窯は全長3メートル、幅1.8メートルの半地下式登窯で、天井や壁体部分は削平されている。2号窯出土の平瓦外面叩目は格子状で、板目の1号窯との時間差が認められる。
3号窯は1号窯の北東に位置し、全長5.3メートル、幅1.2メートル、半地下式の登窯で階段は無い。天井や壁面は削平されているが、灰原の排水遺構が残る。床面からは瓦や須恵器が出土している。また、窯場全体を区画する大溝は幅2.4メートル、深さ0．9メートルのv字形をしており、3号窯の操業以前に開削されたものであると考えられている。
出土した軒丸瓦の瓦当文様は周縁部が素縁の凹弁タイプ（a范）と、周縁部が有段の平弁タイプ（b范）の二種があることが指摘される。両者は隆線で蓮華文の花弁を区画する特徴が共通することから本来は同范であり、a范からb范への改変が行われたと考えられている。
a范の瓦当文様や製作技法は長野県安曇野市明科に所在する明科廃寺や岐阜県飛騨市古川町杉崎に所在する杉崎廃寺から出土した古代瓦との類似性が指摘される。祖型は近畿地方に求められており、滋賀県大津市に所在する衣川廃寺のモチーフが明科廃寺・杉崎廃寺の東山道ルートを経て天狗沢瓦窯へ到達したとする説がある。
古代甲斐国においては、甲斐国府（前期）の所在地である山梨郡にあたる笛吹市春日居町の寺本廃寺や、笛吹市一宮町国分の甲斐国分寺・国分尼寺の出土瓦とも異なる様式であることが指摘されている。